# David Singmaster
Pour les articles homonymes, voir Breyer.
David Breyer Singmaster, né à Ferguson (Missouri) en décembre 1938 et mort le 13 février 2023, est un mathématicien américain, professeur de mathématiques de l'université britannique London South Bank University. 
Il est surtout connu pour sa solution du Rubik's cube et ses livres de casse-têtes. Il s'est aussi intéressé à l'Histoire de l'informatique.

## Publications
- Notes on Rubik's magic cube, David Singmaster, Enslow Pub Inc, 1981.  (ISBN 0-8949-0043-9)
- Handbook of Cubik Math, David Singmaster et Alexander Frey, The Lutterworth Press, 1987.  (ISBN 0-7188-2555-1)
- Rubik's Cubic Compendium, Ernő Rubik et al., introduction et postface David Singmaster, Oxford University Press, 1987.  (ISBN 0-19-853202-4)
- The Cube: The Ultimate Guide to the World's Bestselling Puzzle, Jerry Slocum, David Singmaster, Wei-Hwa Huang, Dieter Gebhardt, Geert Hellings, Ernő Rubik. Black Dog & Leventhal, 2009.  (ISBN 157912805X)
- Problems for Metagrobologists, David Singmaster, World Scientific Publishing Company, 2016.  (ISBN 9814663638)
- Adventures in Recreational Mathematics (in 2 Volumes), David Singmaster, World Scientific Publishing Company, 2021.  (ISBN 9789811225642)